# Liste des distinctions de La Forme de l'eau
Cette page dresse la liste des distinctions obtenues par le film américain La Forme de l'eau (The Shape of Water), réalisé par Guillermo del Toro, sorti en 2017.

## Distinctions
| Date                   | Distinction                                    | Catégorie                                                         | Nom                                                                                       | Résultat   |
| ---------------------- | ---------------------------------------------- | ----------------------------------------------------------------- | ----------------------------------------------------------------------------------------- | ---------- |
| 9 septembre 2017       | Mostra de Venise,                              | Lion d'or                                                         | La Forme de l'eau                                                                         | Lauréat    |
| 9 septembre 2017       | Mostra de Venise,                              | Prix Future Film Festival Digital                                 | La Forme de l'eau                                                                         | Lauréat    |
| 9 septembre 2017       | Mostra de Venise,                              | Prix C. Smithers Fondation – CICT-UNESCO                          | La Forme de l'eau                                                                         | Lauréat    |
| 9 septembre 2017       | Mostra de Venise,                              | Prix de la meilleure musique de film                              | Alexandre Desplat                                                                         | Lauréat    |
| 6 novembre 2017        | Festival du film de Hollywood                  | Meilleur montage                                                  | Sidney Wolinsky                                                                           | Lauréat    |
| 16 novembre 2017       | Hollywood Music in Media Awards                | Meilleure musique pour un film d'horreur/science-fiction/fantasy  | Alexandre Desplat                                                                         | Lauréat    |
| 7 décembre 2017        | Detroit Film Critics Society                   | Meilleur film                                                     | La Forme de l'eau                                                                         | Nomination |
| 7 décembre 2017        | Detroit Film Critics Society                   | Meilleur réalisateur                                              | Guillermo del Toro                                                                        | Nomination |
| 7 décembre 2017        | Detroit Film Critics Society                   | Meilleure actrice                                                 | Sally Hawkins                                                                             | Nomination |
| 7 décembre 2017        | Detroit Film Critics Society                   | Meilleur acteur dans un second rôle                               | Richard Jenkins                                                                           | Nomination |
| 7 décembre 2017        | Detroit Film Critics Society                   | Meilleur scénario                                                 | Guillermo del Toro, Vanessa Taylor                                                        | Nomination |
| 7 décembre 2017        | Detroit Film Critics Society                   | Meilleure utilisation de la musique                               | La Forme de l'eau                                                                         | Nomination |
| 8 décembre 2017        | Washington DC Area Film Critics Association    | Meilleur réalisateur                                              | Guillermo del Toro                                                                        | Nomination |
| 8 décembre 2017        | Washington DC Area Film Critics Association    | Meilleure actrice                                                 | Sally Hawkins                                                                             | Nomination |
| 8 décembre 2017        | Washington DC Area Film Critics Association    | Meilleur scénario                                                 | Guillermo del Toro, Vanessa Taylor                                                        | Nomination |
| 8 décembre 2017        | Washington DC Area Film Critics Association    | Meilleure direction artistique                                    | Paul D. Austerberry, Shane Vieau, Jeff Melvin                                             | Nomination |
| 8 décembre 2017        | Washington DC Area Film Critics Association    | Meilleure photographie                                            | Dan Laustsen                                                                              | Nomination |
| 8 décembre 2017        | Washington DC Area Film Critics Association    | Meilleur montage                                                  | Sidney Wolinsky                                                                           | Nomination |
| 8 décembre 2017        | Washington DC Area Film Critics Association    | Meilleur musique                                                  | Alexandre Desplat                                                                         | Nomination |
| 10 décembre 2017       | Boston Society of Film Critics                 | Meilleure actrice                                                 | Sally Hawkins                                                                             | Lauréat    |
| 10 décembre 2017       | Boston Society of Film Critics                 | Meilleur film                                                     | La Forme de l'eau                                                                         | Finaliste  |
| 10 décembre 2017       | Boston Society of Film Critics                 | Meilleur réalisateur                                              | Guillermo del Toro                                                                        | Runner-up  |
| 10 décembre 2017       | Boston Society of Film Critics                 | Meilleure utilisation de la musique dans un film                  | Alexandre Desplat                                                                         | Runner-up  |
| 10 décembre 2017       | New York Film Critics Online                   | Meilleure photographie                                            | Dan Laustsen                                                                              | Lauréat    |
| 10 décembre 2017       | New York Film Critics Online                   | Les dix meilleurs films                                           | La Forme de l'eau                                                                         | Lauréat    |
| 10 décembre 2017       | San Francisco Film Critics Circle              | Meilleur réalisateur                                              | Guillermo del Toro                                                                        | Lauréat    |
| 10 décembre 2017       | San Francisco Film Critics Circle              | Meilleurs décors                                                  | Paul D. Austerberry                                                                       | Lauréat    |
| 10 décembre 2017       | San Francisco Film Critics Circle              | Meilleur film                                                     | La Forme de l'eau                                                                         | Nomination |
| 10 décembre 2017       | San Francisco Film Critics Circle              | Meilleure actrice                                                 | Sally Hawkins                                                                             | Nomination |
| 10 décembre 2017       | San Francisco Film Critics Circle              | Meilleur acteur dans un second rôle                               | Richard Jenkins                                                                           | Nomination |
| 10 décembre 2017       | San Francisco Film Critics Circle              | Meilleur scénario original                                        | Guillermo del Toro, Vanessa Taylor                                                        | Nomination |
| 10 décembre 2017       | San Francisco Film Critics Circle              | Meilleure photographie                                            | Dan Laustsen                                                                              | Nomination |
| 10 décembre 2017       | San Francisco Film Critics Circle              | Meilleur musique de film                                          | Alexandre Desplat                                                                         | Nomination |
| 10 décembre 2017       | San Francisco Film Critics Circle              | Meilleur montage                                                  | Sidney Wolinsky                                                                           | Nomination |
| 10 décembre 2017       | Toronto Film Critics Association               | Meilleure actrice                                                 | Sally Hawkins                                                                             | Runner-up  |
| 11 décembre 2017       | San Diego Film Critics Society                 | Meilleurs décors                                                  | Paul D. Austerberry                                                                       | Lauréat    |
| 11 décembre 2017       | San Diego Film Critics Society                 | Meilleure actrice                                                 | Sally Hawkins                                                                             | Runner-up  |
| 11 décembre 2017       | San Diego Film Critics Society                 | Meilleur réalisateur                                              | Guillermo del Toro                                                                        | Nomination |
| 11 décembre 2017       | San Diego Film Critics Society                 | Meilleur montage                                                  | Sidney Wolinsky                                                                           | Nomination |
| 11 décembre 2017       | San Diego Film Critics Society                 | Meilleure photographie                                            | Dan Laustsen                                                                              | Nomination |
| 11 décembre 2017       | San Diego Film Critics Society                 | Meilleurs effets visuels                                          | La Forme de l'eau                                                                         | Nomination |
| 11 décembre 2017       | San Diego Film Critics Society                 | Meilleurs costumes                                                | Luis Sequeira                                                                             | Nomination |
| 11 décembre 2017       | San Diego Film Critics Society                 | Meilleure musique de film                                         | La Forme de l'eau                                                                         | Nomination |
| 12 décembre 2017       | Chicago Film Critics Association               | Meilleur film                                                     | La Forme de l'eau                                                                         | Nomination |
| 12 décembre 2017       | Chicago Film Critics Association               | Meilleur réalisateur                                              | Guillermo del Toro                                                                        | Nomination |
| 12 décembre 2017       | Chicago Film Critics Association               | Meilleure actrice                                                 | Sally Hawkins                                                                             | Nomination |
| 12 décembre 2017       | Chicago Film Critics Association               | Meilleur scénario original                                        | Guillermo del Toro, Vanessa Taylor                                                        | Nomination |
| 12 décembre 2017       | Chicago Film Critics Association               | Meilleur direction artistique                                     | La Forme de l'eau                                                                         | Nomination |
| 12 décembre 2017       | Chicago Film Critics Association               | Meilleure musique de film                                         | Alexandre Desplat                                                                         | Nomination |
| 12 décembre 2017       | Chicago Film Critics Association               | Meilleure photographie                                            | Dan Laustsen                                                                              | Nomination |
| 13 décembre 2017       | DFWFCA                                         | Meilleur film                                                     | La Forme de l'eau                                                                         | Lauréat    |
| 13 décembre 2017       | DFWFCA                                         | Meilleur réalisateur                                              | Guillermo del Toro                                                                        | Lauréat    |
| 13 décembre 2017       | DFWFCA                                         | Meilleure actrice                                                 | Sally Hawkins                                                                             | Lauréat    |
| 13 décembre 2017       | DFWFCA                                         | Meilleure photographie                                            | Dan Laustsen                                                                              | Lauréat    |
| 13 décembre 2017       | DFWFCA                                         | Meilleure musique                                                 | Alexandre Desplat                                                                         | Lauréat    |
| 13 décembre 2017       | DFWFCA                                         | Meilleur scénario                                                 | Guillermo del Toro, Vanessa Taylor                                                        | 2e place   |
| 13 décembre 2017       | DFWFCA                                         | Meilleur acteur dans un second rôle                               | Richard Jenkins                                                                           | 3e place   |
| 13 décembre 2017       | DFWFCA                                         | Meilleure actrice dans un second rôle                             | Octavia Spencer                                                                           | 5e place   |
| 17 décembre 2017       | St. Louis Film Critics Association,            | Meilleur film                                                     | La Forme de l'eau                                                                         | Lauréat    |
| 17 décembre 2017       | St. Louis Film Critics Association,            | Meilleur réalisateur                                              | Guillermo del Toro                                                                        | Lauréat    |
| 17 décembre 2017       | St. Louis Film Critics Association,            | Meilleur acteur dans un second rôle                               | Richard Jenkins                                                                           | Lauréat    |
| 17 décembre 2017       | St. Louis Film Critics Association,            | Meilleur scénario original                                        | Guillermo del Toro, Vanessa Taylor                                                        | Lauréat    |
| 17 décembre 2017       | St. Louis Film Critics Association,            | Meilleurs décors                                                  | Paul D. Austerberry                                                                       | Lauréat    |
| 17 décembre 2017       | St. Louis Film Critics Association,            | Meilleure actrice                                                 | Sally Hawkins                                                                             | Runner-up  |
| 17 décembre 2017       | St. Louis Film Critics Association,            | Meilleure montage                                                 | Sidney Wolinsky                                                                           | Runner-up  |
| 17 décembre 2017       | St. Louis Film Critics Association,            | Meilleurs effets visuels                                          | La Force de l'eau                                                                         | Runner-up  |
| 17 décembre 2017       | St. Louis Film Critics Association,            | Meilleur acteur dans un second rôle                               | Michael Shannon                                                                           | Nomination |
| 17 décembre 2017       | St. Louis Film Critics Association,            | Meilleure actrice dans un second rôle                             | Octavia Spencer                                                                           | Nomination |
| 17 décembre 2017       | St. Louis Film Critics Association,            | Meilleure photographie                                            | Dan Laustsen                                                                              | Nomination |
| 17 décembre 2017       | St. Louis Film Critics Association,            | Meilleure musique                                                 | Alexandre Desplat                                                                         | Nomination |
| 17 décembre 2017       | Women Film Critics Circle                      | Meilleure actrice                                                 | Sally Hawkins                                                                             | Nomination |
| 17 décembre 2017       | Women Film Critics Circle                      | Meilleure héroïne dans un film d'action                           | La Forme de l'eau                                                                         | Nomination |
| 17 décembre 2017       | Women Film Critics Circle                      | Meilleur couple à l'écran                                         | La Forme de l'eau                                                                         | Nomination |
| 18 décembre 2017       | Seattle Film Critics Society                   | Meilleure actrice                                                 | Sally Hawkins                                                                             | Nomination |
| 18 décembre 2017       | Seattle Film Critics Society                   | Meilleur acteur dans un second rôle                               | Michael Shannon                                                                           | Nomination |
| 18 décembre 2017       | Seattle Film Critics Society                   | Meilleure photographie                                            | Dan Laustsen                                                                              | Nomination |
| 18 décembre 2017       | Seattle Film Critics Society                   | Meilleurs costumes                                                | Luis Sequeira                                                                             | Nomination |
| 18 décembre 2017       | Seattle Film Critics Society                   | Meilleurs décors                                                  | Paul D. Austerberry, Shane Vieau, Jeff Melvin                                             | Nomination |
| 18 décembre 2017       | Seattle Film Critics Society                   | Meilleurs effets visuels                                          | Dennis Berardi, Luke Groves, Trey Harrell, Kevin Scott                                    | Nomination |
| 19 décembre 2017       | IGN                                            | Film de l'année                                                   | La Forme de l'eau                                                                         | Nomination |
| 19 décembre 2017       | IGN                                            | Meilleur de film de science-fiction ou de fantasy                 | La Forme de l'eau                                                                         | Runner-up  |
| 19 décembre 2017       | IGN                                            | Meilleure performance principale dans un film                     | Sally Hawkins                                                                             | Nomination |
| 19 décembre 2017       | IGN                                            | Meilleur réalisateur                                              | Guillermo del Toro                                                                        | Nomination |
| 19 décembre 2017       | Indiewire                                      | Meilleure actrice                                                 | Sally Hawkins                                                                             | 4e place   |
| 19 décembre 2017       | Indiewire                                      | Meilleure photographie                                            | Dan Laustsen                                                                              | 4e place   |
| 19 décembre 2017       | Indiewire                                      | Meilleur film                                                     | La Forme de l'eau                                                                         | 6e place   |
| 23 décembre 2017       | Florida Film Critics Circle                    | Meilleur film                                                     | La Forme de l'eau                                                                         | Nomination |
| 23 décembre 2017       | Florida Film Critics Circle                    | Meilleur réalisateur                                              | Guillermo del Toro                                                                        | Nomination |
| 23 décembre 2017       | Florida Film Critics Circle                    | Meilleure actrice                                                 | Sally Hawkins                                                                             | Nomination |
| 23 décembre 2017       | Florida Film Critics Circle                    | Meilleur scénario original                                        | Guillermo del Toro, Vanessa Taylor                                                        | Nomination |
| 23 décembre 2017       | Florida Film Critics Circle                    | Meilleur casting                                                  | La Forme de l'eau                                                                         | Nomination |
| 23 décembre 2017       | Florida Film Critics Circle                    | Meilleure photographie                                            | Dan Laustsen                                                                              | Nomination |
| 23 décembre 2017       | Florida Film Critics Circle                    | Meilleurs effets visuels                                          | La Forme de l'eau                                                                         | Nomination |
| 23 décembre 2017       | Florida Film Critics Circle                    | Meilleur direction artistique/décors                              | La Forme de l'eau                                                                         | Nomination |
| 23 décembre 2017       | Florida Film Critics Circle                    | Meilleure musique de film                                         | Alexandre Desplat                                                                         | Nomination |
| 28 décembre 2017       | Online Film Critics Society                    | Meilleur film                                                     | La Forme de l'eau                                                                         | Runner-up  |
| 28 décembre 2017       | Online Film Critics Society                    | Meilleur réalisateur                                              | Guillermo del Toro                                                                        | Runner-up  |
| 28 décembre 2017       | Online Film Critics Society                    | Meilleure actrice                                                 | Sally Hawkins                                                                             | Lauréat    |
| 28 décembre 2017       | Online Film Critics Society                    | Meilleur acteur dans un second rôle                               | Richard Jenkins                                                                           | Runner-up  |
| 28 décembre 2017       | Online Film Critics Society                    | Meilleur scénario original                                        | Guillermo del Toro, Vanessa Taylor                                                        | Nomination |
| 28 décembre 2017       | Online Film Critics Society                    | Meilleur montage                                                  | Sidney Wolinsky                                                                           | Nomination |
| 28 décembre 2017       | Online Film Critics Society                    | Meilleure photographie                                            | Dan Laustsen                                                                              | Runner-up  |
| 28 décembre 2017       | Online Film Critics Society                    | Meilleur ensemble                                                 | La Forme de l'eau                                                                         | Nomination |
| 2 janvier 2018         | Festival international du film de Palm Springs | Prix Vanguard                                                     | La Forme de l'eau                                                                         | Lauréat    |
| 4 janvier 2018         | Golden Tomato Awards                           | Meilleur film romantique pour 2017                                | La Forme de l'eau                                                                         | 3e place   |
| 5 janvier 2018         | American Film Institute                        | Les dix meilleurs films de l'année                                | La Forme de l'eau                                                                         | Lauréat    |
| 5 janvier 2018         | AARP                                           | Meilleur film                                                     | La Forme de l'eau                                                                         | Lauréat    |
| 5 janvier 2018         | AARP                                           | Meilleur réalisateur                                              | Guillermo del Toro                                                                        | Lauréat    |
| 5 janvier 2018         | AARP                                           | Meilleur acteur dans un second rôle                               | Richard Jenkins                                                                           | Lauréat    |
| 5 janvier 2018         | AARP                                           | Meilleur scénario                                                 | Guillermo del Toro                                                                        | Nomination |
| 6 janvier 2018         | AACTA International Awards                     | Meilleur film                                                     | La Forme de l'eau                                                                         | Nomination |
| 6 janvier 2018         | AACTA International Awards                     | Meilleur réalisateur                                              | Guillermo del Toro                                                                        | Nomination |
| 6 janvier 2018         | AACTA International Awards                     | Meilleure actrice                                                 | Sally Hawkins                                                                             | Nomination |
| 6 janvier 2018         | Houston Film Critics Society                   | Meilleure actrice                                                 | Sally Hawkins                                                                             | Lauréat    |
| 6 janvier 2018         | Houston Film Critics Society                   | Meilleure musique de film                                         | Alexandre Desplat                                                                         | Lauréat    |
| 6 janvier 2018         | Houston Film Critics Society                   | Meilleure poster                                                  | La Forme de l'eau                                                                         | Lauréat    |
| 6 janvier 2018         | Houston Film Critics Society                   | Meilleur film                                                     | La Forme de l'eau                                                                         | Nomination |
| 6 janvier 2018         | Houston Film Critics Society                   | Meilleur réalisateur                                              | Guillermo del Toro                                                                        | Nomination |
| 6 janvier 2018         | Houston Film Critics Society                   | Meilleur acteur dans un second rôle                               | Richard Jenkins                                                                           | Nomination |
| 6 janvier 2018         | Houston Film Critics Society                   | Meilleure actrice dans un second rôle                             | Octavia Spencer                                                                           | Nomination |
| 6 janvier 2018         | Houston Film Critics Society                   | Meilleure photographie                                            | Dan Laustsen                                                                              | Nomination |
| 6 janvier 2018         | Houston Film Critics Society                   | Meilleurs effets visuels                                          | La Forme de l'eau                                                                         | Nomination |
| 6 janvier 2018         | National Society of Film Critics               | Meilleure actrice                                                 | Sally Hawkins                                                                             | Lauréat    |
| 6 janvier 2018         | National Society of Film Critics               | Meilleur acteur dans un second rôle                               | Michael Stuhlbarg                                                                         | 2e place   |
| 6 janvier 2018         | Vancouver Film Critics Circle                  | Meilleure actrice                                                 | Sally Hawkins                                                                             | Nomination |
| 7 janvier 2018         | Golden Globes,                                 | Meilleur réalisateur                                              | Guillermo del Toro                                                                        | Lauréat    |
| 7 janvier 2018         | Golden Globes,                                 | Meilleure musique de film                                         | Alexandre Desplat                                                                         | Lauréat    |
| 7 janvier 2018         | Golden Globes,                                 | Meilleur film dramatique                                          | La Forme de l'eau                                                                         | Nomination |
| 7 janvier 2018         | Golden Globes,                                 | Meilleure actrice dans un film dramatique                         | Sally Hawkins                                                                             | Nomination |
| 7 janvier 2018         | Golden Globes,                                 | Meilleur acteur dans un second rôle                               | Richard Jenkins                                                                           | Nomination |
| 7 janvier 2018         | Golden Globes,                                 | Meilleure actrice dans un second rôle                             | Octavia Spencer                                                                           | Nomination |
| 7 janvier 2018         | Golden Globes,                                 | Meilleur scénario                                                 | Guillermo del Toro, Vanessa Taylor                                                        | Nomination |
| 8 janvier 2018         | Austin Film Critics Association                | Meilleur réalisateur                                              | Guillermo del Toro                                                                        | Lauréat    |
| 8 janvier 2018         | Austin Film Critics Association                | Meilleure musique de film                                         | Alexandre Desplat                                                                         | Lauréat    |
| 8 janvier 2018         | Austin Film Critics Association                | Prix honorifique spécial                                          | Doug Jones                                                                                | Lauréat    |
| 8 janvier 2018         | Austin Film Critics Association                | Les dix meilleurs films                                           | La Forme de l'eau                                                                         | Lauréat    |
| 8 janvier 2018         | Austin Film Critics Association                | Meilleur film                                                     | La Forme de l'eau                                                                         | Nomination |
| 8 janvier 2018         | Austin Film Critics Association                | Meilleure actrice                                                 | Sally Hawkins                                                                             | Nomination |
| 8 janvier 2018         | Austin Film Critics Association                | Meilleur acteur dans un second rôle                               | Richard Jenkins                                                                           | Nomination |
| 8 janvier 2018         | Austin Film Critics Association                | Meilleure actrice dans un second rôle                             | Octavia Spencer                                                                           | Nomination |
| 8 janvier 2018         | Austin Film Critics Association                | Meilleur scénario original                                        | Guillermo del Toro, Vanessa Taylor                                                        | Nomination |
| 8 janvier 2018         | Austin Film Critics Association                | Meilleure photographie                                            | Dan Laustsen                                                                              | Nomination |
| 9 janvier 2018         | Alliance of Women Film Journalists             | Meilleur film                                                     | La Forme de l'eau                                                                         | Lauréat    |
| 9 janvier 2018         | Alliance of Women Film Journalists             | Meilleur réalisateur                                              | Guillermo del Toro                                                                        | Lauréat    |
| 9 janvier 2018         | Alliance of Women Film Journalists             | Performance la plus brave                                         | Sally Hawkins                                                                             | Lauréat    |
| 9 janvier 2018         | Alliance of Women Film Journalists             | Meilleure actrice                                                 | Sally Hawkins                                                                             | Nomination |
| 9 janvier 2018         | Alliance of Women Film Journalists             | Meilleure photographie                                            | Dan Laustsen                                                                              | Nomination |
| 9 janvier 2018         | Alliance of Women Film Journalists             | Meilleur montage                                                  | Sidney Wolinsky                                                                           | Nomination |
| 11 janvier 2018        | Critics' Choice Movie Awards,                  | Meilleur film                                                     | La Forme de l'eau                                                                         | Lauréat    |
| 11 janvier 2018        | Critics' Choice Movie Awards,                  | Meilleur réalisateur                                              | Guillermo del Toro                                                                        | Lauréat    |
| 11 janvier 2018        | Critics' Choice Movie Awards,                  | Meilleure direction artistique                                    | Paul D. Austerberry, Shane Vieau, Jeff Melvin                                             | Lauréat    |
| 11 janvier 2018        | Critics' Choice Movie Awards,                  | Meilleure musique de film                                         | Alexandre Desplat                                                                         | Lauréat    |
| 11 janvier 2018        | Critics' Choice Movie Awards,                  | Meilleure actrice                                                 | Sally Hawkins                                                                             | Nomination |
| 11 janvier 2018        | Critics' Choice Movie Awards,                  | Meilleur acteur dans un second rôle                               | Richard Jenkins                                                                           | Nomination |
| 11 janvier 2018        | Critics' Choice Movie Awards,                  | Meilleure actrice dans un second rôle                             | Octavia Spencer                                                                           | Nomination |
| 11 janvier 2018        | Critics' Choice Movie Awards,                  | Meilleur scénario original                                        | Guillermo del Toro, Vanessa Taylor                                                        | Nomination |
| 11 janvier 2018        | Critics' Choice Movie Awards,                  | Meilleure photographie                                            | Dan Laustsen                                                                              | Nomination |
| 11 janvier 2018        | Critics' Choice Movie Awards,                  | Meilleur montage                                                  | Sidney Wolinsky                                                                           | Nomination |
| 11 janvier 2018        | Critics' Choice Movie Awards,                  | Meilleurs costumes                                                | Luis Sequeira                                                                             | Nomination |
| 11 janvier 2018        | Critics' Choice Movie Awards,                  | Meilleur maquillage                                               | La Forme de l'eau                                                                         | Nomination |
| 11 janvier 2018        | Critics' Choice Movie Awards,                  | Meilleurs effets visuels                                          | La Forme de l'eau                                                                         | Nomination |
| 11 janvier 2018        | Critics' Choice Movie Awards,                  | Meilleur film d'horreur ou de science-fiction                     | La Forme de l'eau                                                                         | Nomination |
| 12 janvier 2018        | Georgia Film Critics Association               | Meilleur film                                                     | La Forme de l'eau                                                                         | Nomination |
| 12 janvier 2018        | Georgia Film Critics Association               | Meilleur réalisateur                                              | Guillermo del Toro                                                                        | Nomination |
| 12 janvier 2018        | Georgia Film Critics Association               | Meilleure actrice                                                 | Sally Hawkins                                                                             | Nomination |
| 12 janvier 2018        | Georgia Film Critics Association               | Meilleur acteur dans un second rôle                               | Richard Jenkins                                                                           | Nomination |
| 12 janvier 2018        | Georgia Film Critics Association               | Meilleur scénario original                                        | Guillermo del Toro, Vanessa Taylor                                                        | Nomination |
| 12 janvier 2018        | Georgia Film Critics Association               | Meilleure musique de film                                         | Alexandre Desplat                                                                         | Nomination |
| 12 janvier 2018        | Georgia Film Critics Association               | Meilleure photographie                                            | Dan Laustsen                                                                              | Nomination |
| 12 janvier 2018        | Georgia Film Critics Association               | Meilleure direction artistique                                    | Paul D. Austerberry, Shane Vieau, Jeff Melvin                                             | Nomination |
| 13 janvier 2018        | Los Angeles Film Critics Association           | Meilleur réalisateur                                              | Guillermo del Toro                                                                        | Lauréat    |
| 13 janvier 2018        | Los Angeles Film Critics Association           | Meilleure actrice                                                 | Sally Hawkins                                                                             | Lauréat    |
| 13 janvier 2018        | Los Angeles Film Critics Association           | Meilleure photographie                                            | Richard Jenkins                                                                           | Lauréat    |
| 13 janvier 2018        | Los Angeles Film Critics Association           | Meilleure musique                                                 | Alexandre Desplat                                                                         | Runner-up  |
| 13 janvier 2018        | Los Angeles Film Critics Association           | Meilleurs décors                                                  | Paul D. Austerberry                                                                       | Runner-up  |
| 18 janvier 2018        | Casting Society of America                     | Meilleur film dramatique studio ou indépendant                    | Robin D. Cook, Jonathan Oliveira                                                          | Nomination |
| 20 janvier 2018        | Producers Guild of America Awards              | Meilleur film cinématographique                                   | Guillermo del Toro, J. Miles Dale                                                         | Lauréat    |
| 21 janvier 2018        | Screen Actors Guild Awards                     | Meilleure actrice                                                 | Sally Hawkins                                                                             | Nomination |
| 21 janvier 2018        | Screen Actors Guild Awards                     | Meilleur acteur dans un second rôle                               | Richard Jenkins                                                                           | Nomination |
| 26 janvier 2018        | American Cinema Editors                        | Meilleur long-métrage dramatique édité                            | Sidney Wolinsky                                                                           | Nomination |
| 27 janvier 2018        | Art Directors Guild Awards                     | Excellence dans la conception de production pour un film d'époque | Paul D. Austerberry                                                                       | Lauréat    |
| 28 janvier 2018        | London Film Critics Circle                     | Actrice britannique/irlandaise de l'année                         | Sally Hawkins                                                                             | Lauréat    |
| 28 janvier 2018        | London Film Critics Circle                     | Film de l'année                                                   | La Forme de l'eau                                                                         | Nomination |
| 28 janvier 2018        | London Film Critics Circle                     | Réalisateur de l'année                                            | Guillermo del Toro                                                                        | Nomination |
| 28 janvier 2018        | London Film Critics Circle                     | Actrice de l'année                                                | Sally Hawkins                                                                             | Nomination |
| 3 février 2018         | Directors Guild of America Awards              | Meilleure réalisation pour un film                                | Guillermo del Toro                                                                        | Lauréat    |
| 5 février 2018         | AARP                                           | Meilleur réalisateur                                              | Guillermo del Toro                                                                        | Lauréat    |
| 5 février 2018         | AARP                                           | Meilleur acteur dans un second rôle                               | Richard Jenkins                                                                           | Lauréat    |
| 5 février 2018         | AARP                                           | Meilleur film                                                     | La Forme de l'eau                                                                         | Nomination |
| 5 février 2018         | AARP                                           | Meilleur scénario                                                 | Guillermo del Toro                                                                        | Nomination |
| 8 février 2018         | Evening Standard British Film Awards           | Meilleure actrice                                                 | Sally Hawkins                                                                             | En attente |
| 10 février 2018        | Satellite Awards                               | Meilleur film                                                     | La Forme de l'eau                                                                         | Nomination |
| 10 février 2018        | Satellite Awards                               | Meilleur réalisateur                                              | Guillermo del Toro                                                                        | Nomination |
| 10 février 2018        | Satellite Awards                               | Meilleure actrice                                                 | Sally Hawkins                                                                             | Lauréat    |
| 10 février 2018        | Satellite Awards                               | Meilleur acteur dans un second rôle                               | Michael Shannon                                                                           | Nomination |
| 10 février 2018        | Satellite Awards                               | Meilleur scénario original                                        | Guillermo del Toro, Vanessa Taylor                                                        | Nomination |
| 10 février 2018        | Satellite Awards                               | Meilleure photographie Meilleure direction artistique             | Dan Laustsen                                                                              | Nomination |
| 10 février 2018        | Satellite Awards                               | Meilleure direction artistique                                    | Nigel Churcher                                                                            | Lauréat    |
| 10 février 2018        | Satellite Awards                               | Meilleure musique de film                                         | Alexandre Desplat                                                                         | Nomination |
| 10 février 2018        | Satellite Awards                               | Meilleurs effets visuels                                          | La Forme de l'eau                                                                         | Nomination |
| 10 février 2018        | Satellite Awards                               | Meilleurs décors                                                  | La Forme de l'eau                                                                         | Nomination |
| 10 février 2018        | Satellite Awards                               | Meilleur montage                                                  | Sidney Wolinsky                                                                           | Nomination |
| 11 février 2018        | Writers Guild of America Awards                | Meilleur scénario original                                        | Guillermo del Toro, Vanessa Taylor                                                        | Nomination |
| 17 février 2018        | American Society of Cinematographers           | Meilleure photographie pour un film                               | La Forme de l'eau                                                                         | Nomination |
| 18 février 2018        | BAFTA Awards                                   | Meilleur film                                                     | Guillermo del Toro, J. Miles Dale                                                         | Nomination |
| 18 février 2018        | BAFTA Awards                                   | Meilleur réalisateur                                              | Guillermo del Toro                                                                        | Lauréat    |
| 18 février 2018        | BAFTA Awards                                   | Meilleure actrice                                                 | Sally Hawkins                                                                             | Nomination |
| 18 février 2018        | BAFTA Awards                                   | Meilleure actrice dans un second rôle                             | Octavia Spencer                                                                           | Nomination |
| 18 février 2018        | BAFTA Awards                                   | Meilleur scénario original                                        | Guillermo del Toro, Vanessa Taylor                                                        | Nomination |
| 18 février 2018        | BAFTA Awards                                   | Meilleurs décors                                                  | Paul D. Austerberry, Shane Vieau, Jeff Melvin                                             | Lauréat    |
| 18 février 2018        | BAFTA Awards                                   | Meilleurs costumes                                                | Luis Sequeira                                                                             | Nomination |
| 18 février 2018        | BAFTA Awards                                   | Meilleure photographie                                            | Dan Laustsen                                                                              | Nomination |
| 18 février 2018        | BAFTA Awards                                   | Meilleur montage                                                  | Sidney Wolinsky                                                                           | Nomination |
| 18 février 2018        | BAFTA Awards                                   | Meilleur son                                                      | Christian Cooke, Glen Gauthier, Nathan Robitaille, Brad Zoern                             | Nomination |
| 18 février 2018        | BAFTA Awards                                   | Meilleure musique de film                                         | Alexandre Desplat                                                                         | Lauréat    |
| 18 février 2018        | BAFTA Awards                                   | Meilleurs effets visuels                                          | Dennis Berardi, Trey Harrell, Kevin Scott                                                 | Nomination |
| 20 février 2018        | Costume Designers Guild                        | Excellence dans un film périodique                                | Luis Sequeira                                                                             | Lauréat    |
| 24 février 2018        | Cinema Audio Society Awards                    | Meilleur film                                                     | Peter Cobbin, Christian T. Cooke, Glen Gauthier, Chris Navarro, Peter Persaud, Brad Zoern | Nomination |
| 24 février 2018        | Dorian Awards                                  | Meilleure performance de l'année - actrice                        | Sally Hawkins                                                                             | Lauréat    |
| 24 février 2018        | Dorian Awards                                  | Film visuellement frappant de l'année                             | La Forme de l'eau                                                                         | Lauréat    |
| 24 février 2018        | Dorian Awards                                  | Film de l'année                                                   | La Forme de l'eau                                                                         | Nomination |
| 24 février 2018        | Dorian Awards                                  | Réalisateur de l'année                                            | Guillermo del Toro                                                                        | Nomination |
| 24 février 2018        | Dorian Awards                                  | Meilleure performance de l'année dans un second rôle - acteur     | Richard Jenkins                                                                           | Nomination |
| 24 février 2018        | Dorian Awards                                  | Scénario de l'année                                               | Guillermo del Toro, Vanessa Taylor                                                        | Nomination |
| 24 février 2018        | Make-Up Artists and Hair Stylists Guild        | Meilleurs effets de maquillage spéciaux pour un film              | Mike Hill, Shane Mahan                                                                    | Nomination |
| 4 mars 2018            | Oscars du cinéma                               | Meilleur film                                                     | La Forme de l'eau                                                                         | Lauréat    |
| 4 mars 2018            | Oscars du cinéma                               | Meilleur réalisateur                                              | Guillermo del Toro                                                                        | Lauréat    |
| 4 mars 2018            | Oscars du cinéma                               | Meilleurs décors                                                  | Paul Denham Austerberry, Shane Vieau, Jeff Melvin                                         | Lauréat    |
| 4 mars 2018            | Oscars du cinéma                               | Meilleure musique de film                                         | Alexandre Desplat                                                                         | Lauréat    |
| 4 mars 2018            | Oscars du cinéma                               | Meilleure actrice                                                 | Sally Hawkins                                                                             | Nomination |
| 4 mars 2018            | Oscars du cinéma                               | Meilleur acteur dans un second rôle                               | Richard Jenkins                                                                           | Nomination |
| 4 mars 2018            | Oscars du cinéma                               | Meilleure actrice dans un second rôle                             | Octavia Spencer                                                                           | Nomination |
| 4 mars 2018            | Oscars du cinéma                               | Meilleur scénario original                                        | Guillermo del Toro, Vanessa Taylor                                                        | Nomination |
| 4 mars 2018            | Oscars du cinéma                               | Meilleurs création de costumes                                    | Luis Sequeira                                                                             | Nomination |
| 4 mars 2018            | Oscars du cinéma                               | Meilleure photographie                                            | Dan Laustsen                                                                              | Nomination |
| 4 mars 2018            | Oscars du cinéma                               | Meilleur montage                                                  | Sidney Wolinsky                                                                           | Nomination |
| 4 mars 2018            | Oscars du cinéma                               | Meilleur mixage de son                                            | Christian Cooke, Brad Zoern, Glen Gauthier                                                | Nomination |
| 4 mars 2018            | Oscars du cinéma                               | Meilleur montage de son                                           | Nathan Robitaille, Nelson Ferreira                                                        | Nomination |
| 12 avril au 5 mai 2018 | GLAAD Media Awards                             | Film exceptionnel                                                 | La Forme de l'eau                                                                         | Nomination |